# Gerda Pamler
Gerda Pamler (Zangenstein, 1958) è un'ex sciatrice alpina tedesca paralimpica, vincitrice di sei medaglie durante i Giochi paralimpici invernali del 1992 e 1994.

## Biografia
Sulla sedia a rotelle dal 1986, Gerda Pamler ha iniziato lo sport agonistico con lo sci alpino, più precisamente con il monosci. È stata l'insegnante di sci di Anna-Lena Forster, atleta pluri medagliata alle Paralimpiadi.

## Carriera
Date le sue buone prestazioni nelle gare di sci alpino (slalom speciale, slalom gigante, discesa libera) e monosci, è stata selezionata nella squadra nazionale tedesca di sci paralimpico per partecipare a tre Giochi paralimpici invernali, nel 1992, 1994 e 1998. Alle Paralimpiadi invernali del 1992 ad Albertville, Pamler ha vinto l'oro nella gara di slalom speciale nella sua categoria LW 10/11 (tempo realizzato di 2:03.83). Sono seguite due medaglie d'argento: nel superG (in 1:34.48, dietro a Sarah Will in 1:27.66, terza Toshiko Gouno in 1:48.89) e discesa libera (tempo 1:31.09).
Partecipante anche ai successivi Giochi Paralimpici Invernali nel 1994, ha vinto tre medaglie nella categoria LWX-XII: oro in 3:12.39 nello slalom gigante, argento nel supergigante (tempo 1:28.24) e bronzo nella discesa libera (tempo ottenuto 1:36.23, dietro a Sarah Will 1:30.46 e Kelley Fox 1:34.55).
Pamler è tornata a gareggiare ai Giochi paralimpici del 1998 a Nagano, senza ottenere risultati soddisfacenti.

## Premi e riconoscimenti
- Lauro d'argento (1993)
- Bayerischer Sportpreis (2007)
- Ordine al merito bavarese (2017)

## Palmarès

### Paralimpiadi
- 6 medaglie:
  - 2 ori (slalom speciale LW10-11 a Tignes 1992; slalom gigante LWX-XII a Lillehammer 1994)
  - 3 argenti (discesa libera LW10-11 e supergigante LW10-11 a Tignes 1992; superG LWX-XII a Lillehammer 1994)
  - 1 bronzo (discesa libera LWX-XII a Lillehammer 1994)